# Шкоцян (Дівача)
Шкоцян (словен. Škocjan) — поселення в общині Дівача, Регіон Обално-крашка, Словенія. Висота над рівнем моря: 423,7 м.